# 양사오 문화

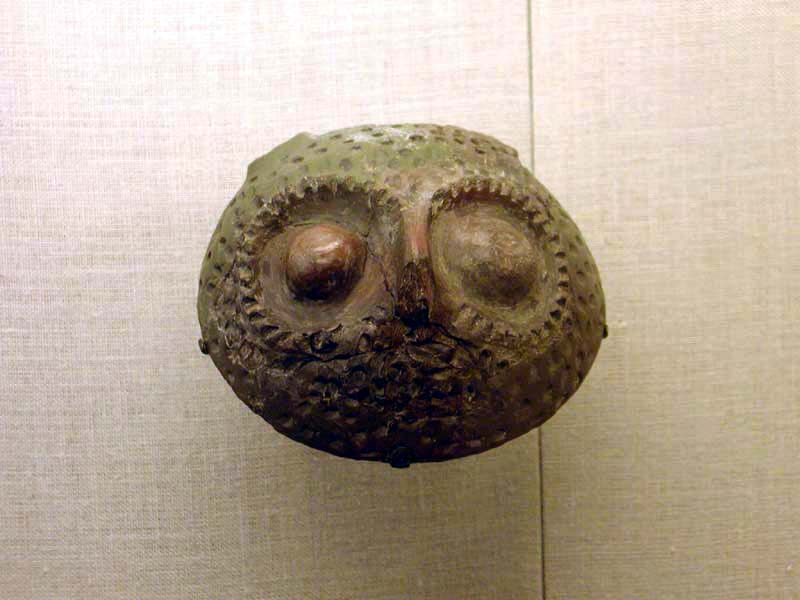
올빼미 머리를 한 양사오 문화의 묘저강기 도기

양사오 문화의 범위

양사오 문화(중국어: 仰韶文化, 병음: Yǎngsháo wénhuà)는 황하 중류의 채도를 동반한 신석기의 농경문화이다. 채도가 특색으로 채도문화(彩陶文化)라고도 하였다. 하지만 현재는 다양한 지역에서 많은 유적 발견으로 채도문화설은 학자들 사이에서 배격당하고 있다. 기원전 5000년 ~ 기원전 2700년 사이에 존재했다.

## 개요
유적의 대부분은 강기슭의 대지(臺地)에 있고, 거주지와 공동묘지가 있다. 정주생활을 했고 조·수수 등을 재배하고 가축 사육과 사냥, 고기잡이도 병행했다. 간석기·뗀석기·돌식칼 등으로 수확하고, 흙을 구워서 만들거나 돌을 갈아 만든 팔찌도 애용했다.
토기로는 붉은간토기와 바탕흙에 모래알이 함유된 회도(灰陶)가 있었는데, 특히 일부 붉은간토기에 기하학무늬와 사람 얼굴 등을 그린 채도는 제사라든지 묘장공헌(墓葬供獻)에 쓰였다. 성인(成人)은 공공묘지 안의 구덩이에 매장되었으며, 어린 아이는 옹관장(甕棺葬)으로 집 근처나 마루 밑에 묻혔다. 유적은 하남성(河南省) 서부, 산서성(山西省) 남부, 섬서성(陝西省) 중부 등지에 분포되어 있으며, 대표적 유적으로는 산시 성 서안시(西安市) 반파 유적을 표준으로 하는 반파 문화와 하남성 섬현(陝縣)의 묘저구(廟底溝) 유적을 표준으로 하는 묘저구 문화가 있다. 시간적으로는 반파 유적쪽이 더 오래되었다.
양사오 문화는 황하 상류에 전파되어 간쑤양사오(甘肅仰韶)문화의 탄생과 산둥(山東)의 농경문화에 영향을 끼쳤다. 중원에서는 이 문화에 뒤이어 룽산 문화(龍山文化)가 성립했다. 최근의 새로운 조사를 통해 허난 성 신정 현(新鄭縣)의 배리강(裵李崗)과 허베이 성 무안 현(武安縣)의 자상(磁上) 등에서 양사오 문화보다 앞서 있었던 초기 농경문화의 존재가 알려지게 되었다.

## 발굴

유물
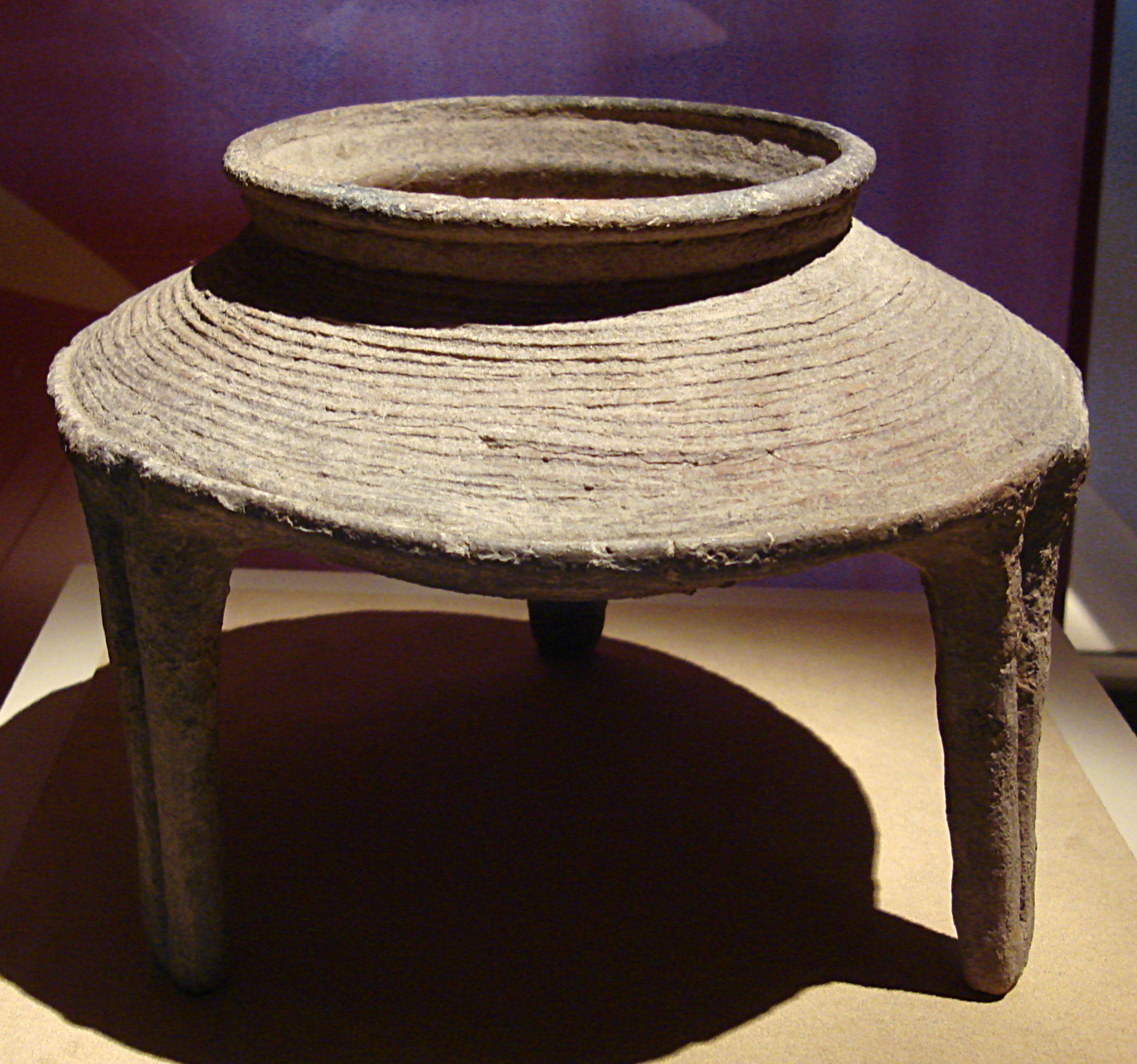
줄무늬 도기
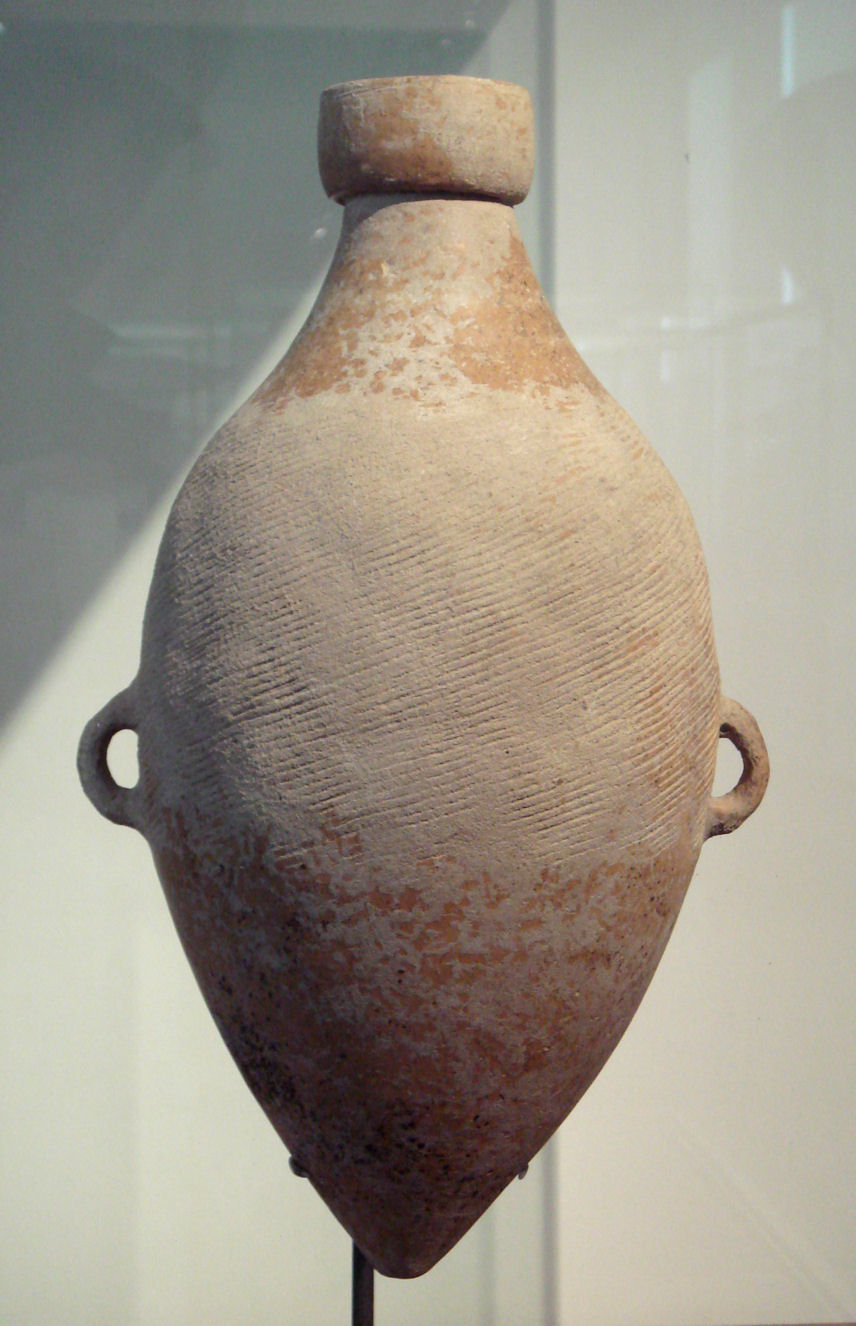
기원전 4800 경의 반포기 도기

## 같이 보기
- 황하 문명
- 중국의 신석기 문화 목록

## 참고 문헌
- 이 문서에는 다음커뮤니케이션(현 카카오)에서 GFDL 또는 CC-SA 라이선스로 배포한 글로벌 세계대백과사전의 내용을 기초로 작성된 글이 포함되어 있습니다.